# Gobierno provisional de México
El Gobierno provisional de México, oficialmente Supremo Poder Ejecutivo de la Nación Mexicana, fue el gobierno provisional que se decretó por el Congreso Constituyente el 31 de marzo de 1823 con la disolución del Primer Imperio mexicano y fue disuelto el 10 de octubre de 1824 con el inicio de la presidencia de Guadalupe Victoria y, con ello, de la Primera República Federal.
Este órgano fue creado por el Congreso Constituyente de 1823 con el propósito de cubrir las funciones del poder Ejecutivo de México tras la abdicación y desconocimiento del imperio de Agustín de Iturbide, derrocamiento producido por un levantamiento armado que culminó con el Plan de Casa Mata. Esta rebelión significó la disolución del Imperio y el exilio de Iturbide en mayo de 1823. De esta manera, mientras se definía el futuro de la Nación Mexicana, se designó el Supremo Poder Ejecutivo, a manera de triunvirato para ejercer las funciones de jefatura de Estado y de gobierno.
Al órgano fueron nombrados Nicolás Bravo, Guadalupe Victoria y Pedro Celestino Negrete. Pero como los dos primeros no se encontraban en la capital, se designaron como suplentes a Mariano Michelena y a Miguel Domínguez para cubrirlos. Más tarde sería designado un tercer suplente: Vicente Guerrero. Durante este periodo, se comenzó a elaborar la Constitución Federal de 1824, en donde se estableció un gobierno republicano, representativo y federal. Este gobierno provisional dio paso a la primera presidencia del país, encabezada por Guadalupe Victoria, en 1824
El proyecto de constitución se presentó para su debate el 1 de abril de 1824, siendo aprobado el día 3 de octubre del mismo año bajo el modelo estadounidense, y se promulgó el día 4, con el apelativo de Constitución Federal de los Estados Unidos Mexicanos, fueron comprendidos 19 estados, 5 territorios y un Distrito Federal.

## Antecedentes
La revolución del Plan de Casa Mata finalizó con el derrocamiento del Primer Imperio Mexicano y la abdicación de Agustín de Iturbide el 19 de marzo de 1823. Debido a que el Plan de Iguala no preveía el establecimiento de un gobierno central, pues este sólo convocaba a la instalación de un nuevo Congreso, los representantes de las provincias que se habían adherido al plan iniciaron pláticas para constituir un nuevo gobierno central. Al mismo tiempo se comenzaron a organizar los gobiernos provinciales, hubo un periodo de confusión en el país, las provincias de Michoacán, Guanajuato, Querétaro, San Luis Potosí y algunas de las Provincias Interiores Orientales hicieron planes para reunirse en alguna de ellas y así debatir la forma de establecer dicho gobierno central.

## Nombramientos y primeros decretos
Finalmente, el viejo Congreso Constituyente se declaró instalado el 29 de marzo en la Ciudad de México, siendo apoyado por las diputaciones provinciales —cada una constituida por un jefe político y un intendente— bajo la condición de que se convocara un nuevo Congreso siguiendo los preceptos del Plan de Casa Mata. El 31 de marzo, el Congreso dio a conocer tres decretos: el primero declaraba el cese del poder ejecutivo iturbidista que había estado en funciones desde el 19 de mayo de 1822; el segundo establecía que se nombraría un cuerpo colegiado llamado Supremo Poder Ejecutivo conformado por tres miembros que alternarían la presidencia del mismo; y el tercero daba a conocer los nombres de los integrantes escogidos en el seno del Congreso: Nicolás Bravo, Guadalupe Victoria y Pedro Celestino Negrete. Debido a que los dos primeros no se encontraban presentes en la ciudad, al día siguiente, se nombraron como suplentes a José Mariano Michelena y José Miguel Domínguez. Fue nombrado José Ignacio García Illueca como ministro único para el despacho de todas las secretarías de Estado.
El 7 de abril, el Congreso se concentró en tratar el tema de la abdicación de Iturbide. Se declaró nula la coronación con su correspondiente sucesión hereditaria, así como todos los títulos emanados de la coronación, los cuales fueron considerados ilegales. Se pidió al Supremo Poder Ejecutivo dar celeridad a la salida del país del exemperador, a quien se le concedió una pensión anual de 25 000 pesos, con la condición de que estableciera su residencia en Italia. A pesar de la controversia, se declararon insubsistentes el Plan de Iguala, y los Tratados de Córdoba.
El 11 de mayo —escoltado por Nicolás Bravo y supervisado el embarque por Guadalupe Victoria en La Antigua—, Iturbide partió del país en la fragata mercante inglesa Rowllins con destino a Europa. Al regresar Bravo a la Ciudad de México, el Ejecutivo realizó nuevos nombramientos de ministros: Lucas Alamán en el Ministerio de Relaciones Exteriores, Francisco Arrillaga en el de Hacienda, Pedro de la Llave en el de Justicia y Negocios Eclesiásticos, y José Ignacio García Illueca en el de Guerra.
Durante la gestión del gobierno provisional se sustituyeron las capitanías generales establecidas por Iturbide por comandancias militares; se dio libertad a presos políticos; se suspendió la emisión de papel moneda que se había ordenado por la Junta Nacional Instituyente; se invitó a Miguel Santa María —quien había apoyado el Plan de Veracruz en contra de Iturbide— a regresar a México para ejercer nuevamente sus funciones como ministro plenipotenciario de Gran Colombia; y se declaró nulo el nombramiento de los ministros del Supremo Tribunal de Justicia.
Se ordenó quitar la corona al águila del escudo nacional. Servando Teresa de Mier propuso cambiar los colores de la bandera por blancos y azules en remembranza a los colores utilizados por los insurgentes y por los estandartes de Moctezuma, pero se determinó mantener el verde, blanco y rojo. En general, y sin aun determinar la forma de gobierno definitivo de la nación, se hizo desaparecer todo lo relativo al imperio. Para proveer recursos económicos a Hacienda, se vendieron a bajos precios los tabacos existentes, se enajenaron las temporalidades de los jesuitas y algunos bienes de los hospitalarios, así como de la Inquisición. Fue necesario recurrir a un préstamo de la casa inglesa Staples, y a un empréstito con la casa Manning y Marshall, representante de Barclay, Herring, Richardson y Compañía de Londres.
El 16 de mayo de 1823 desde San Agustín de las Cuevas, Vicente Guerrero dirigió un manifiesto a sus compatriotas en el cual reafirmó su posición en contra del régimen imperialista y solicitó la unión del país. Eventualmente, y debido a la ausencia de Guadalupe Victoria, Guerrero fue nombrado miembro suplente del Supremo Poder Ejecutivo. El 21 de mayo, se emitió la convocatoria para formar el nuevo Congreso. El 23 de junio, se estableció de forma provisional la planta del Tribunal Supremo de Justicia compuesta por tres salas. El 19 de julio el Congreso expidió el decreto declarando “buenos y meritorios los servicios hechos a la patria en los once años primeros de la guerra de independencia y beneméritos en grado heroico a Miguel Hidalgo, Ignacio Allende, Juan Aldama, Mariano Abasolo, José María Morelos, Mariano Matamoros, Leonardo y Miguel Bravo, Hermenegildo Galeana, José Mariano Jiménez, Xavier Mina, Pedro Moreno y Víctor Rosales”, se mandó escribir con letras de oros esos nombres en el salón del Congreso, se ordenaron levantar monumentos conmemorativos en los lugares en que fueron ejecutados. Se exhumaron sus restos, para que el 16 de septiembre de 1823 se trasladaran desde puntos muy distantes a la Catedral de México. El 29 de agosto, fueron declarados de igual forma beneméritos de la patria Guadalupe Victoria y Vicente Guerrero. El 11 de septiembre, se declaró benemérito a Benedicto López, a cuya viuda se le concedió una pensión. El 3 de octubre de 1823 se firmó el Tratado de Unión, Liga y Confederación Perpetua entre Colombia y México.

## Separación de Centroamérica y rebeliones
Durante la época de transición que abarca desde la caída del régimen imperialista hasta la instauración de la república federal, diversas rebeliones y pronunciamientos tuvieron lugar en el actual territorio mexicano. En algunas provincias se empezaron a crear proyectos políticos que pugnaban por la independencia local absoluta, y algunos iturbidistas se oponían al cambio de régimen. La primera de estas manifestaciones fue la del brigadier Antonio López de Santa Anna quien organizó una expedición armada a San Luis Potósí. Santa Anna se autodeclaró "protector" de la federación y de la libertad de los pueblos para constituirse, pero encontró oposición y tuvo que disolver su movimiento. A pesar de ser trasladado a la Ciudad de México para ser procesado judicialmente, no fue castigado y por el contrario, más tarde, se le nombró comandante militar de la provincia de Yucatán.
En Guatemala, Vicente Filisola fue invitado por José Antonio de Echávarri a seguir el Plan de Casa Mata, y por Nicolás Bravo para integrarse a la república. Finalmente, el 29 de marzo convocó a un Congreso en la ciudad de Guatemala, para que fueran sus miembros quienes decidieran la opción a seguir, de esta forma, el 24 de junio se declaró la absoluta independencia de México y se constituyó la república federal de Provincias Unidas del Centro de América el 1 de julio de 1823, solamente la provincia de Chiapas optó por seguir unida a México. En el noreste, el gobernador José Félix Trespalacios inició una rebelión a favor de Iturbide en Texas con las fuerzas militares a su servicio y con la ayuda de comanches, pero fue depuesto y destituido de su cargo por Luciano García.
Una rebelión en Guadalajara alcanzó su clímax el 12 de mayo de 1823, en abierto desacuerdo algunos habitantes gritaban ¡viva Iturbide! y en contraparte otros gritaban ¡viva la república! Una vez, controlado el motín la Diputación provincial aumentó su número de vocales y se autonombró primera autoridad local, al mismo tiempo se acordó no seguir las órdenes y decretos del Soberano Congreso ni del Supremo Poder Ejecutivo, y se instó a otras diputación provinciales a establecer una federación general. En Querétaro se siguió este ejemplo, la provincia de Yucatán empezó a comportarse como un Estado independiente, y en Sonora el obispo fray Bernardo del Espíritu Santo reprobó abiertamente el Plan de Casa Mata. El 21 de mayo se emitió la convocatoria para designar a los miembros del nuevo Congreso, de esta forma los ánimos en la mayor parte de las provincias se calmaron. Sería nombrado un diputado por cada 50 000 habitantes o por fracción superior a los 40 000. A pesar de ello, la provincia de Guadalajara se dispuso a resistir, por lo tanto, una expedición armada al mando de Nicolás Bravo y Celestino Negrete viajó al lugar para subordinar a la provincia logrando su objetivo. A partir de ese momento, el territorio de Colima se escindió de la provincia de Guadalajara. Nicolás Bravo se situó en la provincia de Guanajuato con un cuerpo militar de observación. En el sur, la provincia de Oaxaca no devolvió la convocatoria del Congreso, en cambio, instaló un congreso provincial declarando su independencia. Nuevamente el gobierno provisional recurrió a la fuerza militar para reprimir la rebelión de Oaxaca, la cual había sido apoyada de forma mayoritaria por los comerciantes de la ciudad.
Los comisionados españoles Juan Ramón de Osés, Santiago Irisarri y Blas Osés pretendieron establecer el tratado provisional de paz, fraternidad y comercio entre España y México negociando con el general Guadalupe Victoria. Pero el general español Francisco Leamur, —quien estaba al mando del fuerte de San Juan de Ulúa— tomó la iniciativa de hacer fuego contra la ciudad de Veracruz. Sin lograrse el acuerdo comercial, los comisionados regresaron al fuerte, último reducto español que capituló en 1825. A consecuencia de este evento, se decidió trasladar el comercio a Alvarado y Tampico, e imponer un bloqueo a la fortaleza.
A mediados de septiembre una manifestación en San Miguel el Grande se inició a consecuencia de que la localidad había sido atacada por una partida de ladrones, entre ellos figuraba el francés Octavien D’Alvimar quien apoyaba la restitución de Iturbide. Paralelamente en San Luis Potosí el pronunciamiento del general Márquez proponía destituir a los integrantes del Poder Ejecutivo para designar en su lugar a José Gabriel de Armijo, Zenón Fernández y F. Noriega, ninguno de estos movimientos tuvo éxito.
El 30 de octubre de 1823, siendo presidente del Ejecutivo José Mariano Michelena y presidente de los diputados Francisco Manuel Sánchez Tagle, el viejo Congreso cerró sus sesiones. El 7 de noviembre se instaló el nuevo Congreso constituyente, durante este acto Miguel Domínguez dio cuenta de los actos realizados del Supremo Poder Ejecutivo presentando las memorias de los cuatro ministerios, el manifiesto fue contestado por José Miguel Guridi y Alcocer quien fungía como presidente de la Cámara. Debido a las diversas rebeliones que se habían generado, el 14 de noviembre, el ministro Pedro de la Llave solicitó al Congreso definir de manera urgente la forma de gobierno que habría de tomar el país para dar respuesta inmediata a la inconformidad manifiesta en las provincias. El diputado Miguel Ramos Arizpe —presidente de la comisión de Constitución— se comprometió a entregar en tres días un proyecto de ley orgánica provisional, de esta forma el día 22 de noviembre se dio a conocer el borrador del Acta Constitutiva de la Federación Mexicana en la cual se definió el sistema de gobierno. El Acta fue modificada y aprobada en su forma definitiva el 31 de enero de 1824.
Los movimientos armados continuaron, en el sur la rebelión de Tierra Caliente promovida por el hijo del hacendado español Gabriel de Yermo, y en el oriente la insurrección en Puebla organizada por Vicente Gómez, quien nombró a su grupo como la Santa Liga y declaró ser defensor del trono de Iturbide. Ambos movimientos fueron reprimidos. En diciembre, una revuelta en Querétaro tuvo lugar cuando un sargento español acaudilló un regimiento militar arrestando al comandante de la plaza José Joaquín Calvo y a otros miembros del gobierno provincial. El propio Nicolás Bravo, quien se encontraba en Celaya, acudió a la plaza para disolver el movimiento y volver al orden al regimiento militar amotinado. Un enfrentamiento en Puebla tuvo lugar cuando en dicha provincia se instaló un gobierno conformado por el brigadier José María Calderón, y por quien fuera más tarde arzobispo de México Manuel Posada y Garduño, entre otros. Fue Manuel Gómez Pedraza al mando de ochocientos hombres quien sometió a la provincia al orden de la federación.

## Presidencia del Supremo Poder Ejecutivo
El Congreso estableció que el Supremo Poder Ejecutivo sería presidido mensualmente por uno de sus miembros, siguiendo el orden de sus respectivos nombramientos. Durante el año y medio que funcionó el Supremo Poder Ejecutivo, la mayor parte del tiempo los miembros titulares estuvieron ausentes del cuerpo colegiado: incluso, durante nueve meses consecutivos, de julio de 1823 a marzo de 1824, estuvo integrado únicamente por los tres suplentes.
La integración del 'Supremo Poder Ejecutivo, así como su presidente en funciones, se dio de la siguiente manera:
|  | Presidente del SPE      | Período                                          |                         | Individuos del SPE      | Notas |
|  | ----------------------- | ------------------------------------------------ | ----------------------- | ----------------------- | --- |
|  | Pedro Celestino Negrete | abril de 1823                                    |                         | José Mariano Michelena  | Negrete tomó posesión desde el 31 mar. 1823. Michelena y Domínguez suplentes lo hacen el 1º abr.                              |
|  | Pedro Celestino Negrete | abril de 1823                                    | Miguel Domínguez        |                         | Negrete tomó posesión desde el 31 mar. 1823. Michelena y Domínguez suplentes lo hacen el 1º abr.                              |
|  | José Mariano Michelena  | Mayo de 1823                                     |                         | Miguel Domínguez        | Michelena y Domínguez suplentes.                                                                                              |
|  | José Mariano Michelena  | Mayo de 1823                                     | Pedro Celestino Negrete |                         | Michelena y Domínguez suplentes.                                                                                              |
|  | Nicolás Bravo           | Junio de 1823                                    |                         | Pedro Celestino Negrete | Michelena suplente. |
|  | Nicolás Bravo           | Junio de 1823                                    | José Mariano Michelena  |                         | Michelena suplente. |
|  | José Mariano Michelena  | Julio de 1823                                    |                         | Miguel Domínguez        | Todos los miembros son suplentes.                                                                                             |
|  | José Mariano Michelena  | Julio de 1823                                    | Vicente Guerrero        |                         | Todos los miembros son suplentes.                                                                                             |
|  | Miguel Domínguez        | Agosto de 1823                                   |                         | Vicente Guerrero        | Todos los miembros son suplentes.                                                                                             |
|  | Miguel Domínguez        | Agosto de 1823                                   | José Mariano Michelena  |                         | Todos los miembros son suplentes.                                                                                             |
|  | Vicente Guerrero        | Septiembre de 1823                               |                         | José Mariano Michelena  | Todos los miembros son suplentes.                                                                                             |
|  | Vicente Guerrero        | Septiembre de 1823                               | Miguel Domínguez        |                         | Todos los miembros son suplentes.                                                                                             |
|  | José Mariano Michelena  | Octubre de 1823                                  |                         | Miguel Domínguez        | Todos los miembros son suplentes.                                                                                             |
|  | José Mariano Michelena  | Octubre de 1823                                  | Vicente Guerrero        |                         | Todos los miembros son suplentes.                                                                                             |
|  | Miguel Domínguez        | Noviembre de 1823                                |                         | Vicente Guerrero        | Todos los miembros son suplentes.                                                                                             |
|  | Miguel Domínguez        | Noviembre de 1823                                | José Mariano Michelena  |                         | Todos los miembros son suplentes.                                                                                             |
|  | Vicente Guerrero        | 1 de diciembre de 1823 - 8 de diciembre de 1823  |                         | José Mariano Michelena  | Todos los miembros son suplentes.                                                                                             |
|  | Vicente Guerrero        | 1 de diciembre de 1823 - 8 de diciembre de 1823  | Miguel Domínguez        |                         | Todos los miembros son suplentes.                                                                                             |
|  | Miguel Domínguez        | 8 de diciembre de 1823 - 31 de diciembre de 1823 |                         | José Mariano Michelena  | Todos los miembros son suplentes.                                                                                             |
|  | Miguel Domínguez        | 8 de diciembre de 1823 - 31 de diciembre de 1823 | Vicente Guerrero        |                         | Todos los miembros son suplentes.                                                                                             |
|  | José Mariano Michelena  | Enero de 1824                                    |                         | Miguel Domínguez        | Todos los miembros son suplentes.                                                                                             |
|  | José Mariano Michelena  | Enero de 1824                                    | Vicente Guerrero        |                         | Todos los miembros son suplentes.                                                                                             |
|  | Miguel Domínguez        | Febrero de 1824                                  |                         | Vicente Guerrero        | Todos los miembros son suplentes.                                                                                             |
|  | Miguel Domínguez        | Febrero de 1824                                  | José Mariano Michelena  |                         | Todos los miembros son suplentes.                                                                                             |
|  | Vicente Guerrero        | Marzo de 1824                                    |                         | José Mariano Michelena  | Todos los miembros son suplentes.                                                                                             |
|  | Vicente Guerrero        | Marzo de 1824                                    | Miguel Domínguez        |                         | Todos los miembros son suplentes.                                                                                             |
|  | Nicolás Bravo           | abril de 1824                                    |                         | Miguel Domínguez        | Domínguez y Guerrero suplentes.                                                                                               |
|  | Nicolás Bravo           | abril de 1824                                    | Vicente Guerrero        |                         | Domínguez y Guerrero suplentes.                                                                                               |
|  | Miguel Domínguez        | Mayo de 1824                                     |                         | Vicente Guerrero        | Domínguez y Guerrero suplentes.                                                                                               |
|  | Miguel Domínguez        | Mayo de 1824                                     | Nicolás Bravo           |                         | Domínguez y Guerrero suplentes.                                                                                               |
|  | Vicente Guerrero        | Junio de 1824                                    |                         | Nicolás Bravo           | Domínguez y Guerrero suplentes.                                                                                               |
|  | Vicente Guerrero        | Junio de 1824                                    | Miguel Domínguez        |                         | Domínguez y Guerrero suplentes.                                                                                               |
|  | Guadalupe Victoria      | Julio de 1824                                    |                         | Nicolás Bravo           | Domínguez suplente. |
|  | Guadalupe Victoria      | Julio de 1824                                    | Miguel Domínguez        |                         | Domínguez suplente. |
|  | Nicolás Bravo           | Agosto de 1824                                   |                         | Miguel Domínguez        | Domínguez suplente. |
|  | Nicolás Bravo           | Agosto de 1824                                   | Guadalupe Victoria      |                         | Domínguez suplente. |
|  | Miguel Domínguez        | Septiembre de 1824                               |                         | Guadalupe Victoria      | Domínguez suplente. |
|  | Miguel Domínguez        | Septiembre de 1824                               | Nicolás Bravo           |                         | Domínguez suplente. |
|  | Guadalupe Victoria      | Octubre de 1824                                  |                         | Nicolás Bravo           | Domínguez suplente. Funcionó hasta el 10 de octubre de 1824, en que Victoria asume la presidencia y Bravo la vicepresidencia. |
|  | Guadalupe Victoria      | Octubre de 1824                                  | Miguel Domínguez        |                         | Domínguez suplente. Funcionó hasta el 10 de octubre de 1824, en que Victoria asume la presidencia y Bravo la vicepresidencia. |